# Terminator 3: Rise of the Machines
Terminator 3: Rise of the Machines (T3) is een Amerikaanse sciencefictionfilm uit 2003, geregisseerd door Jonathan Mostow. Het is een vervolg op de film Terminator 2: Judgment Day uit 1991.

## Verhaal
Dit derde deel van de Terminator-reeks speelt zich tien jaar na de gebeurtenissen van de vorige film af. In deze film blijkt dat John Connor en zijn moeder Sarah er in de vorige film niet in zijn geslaagd Judgment Day en de komst van Skynet te voorkomen. Skynet is ondertussen in het geheim gebouwd op een militaire basis door het bedrijf Cyber Research Systems (CRS) in plaats van Cyberdyne. Behalve Skynet houdt CRS zich ook bezig met de ontwikkeling van autonome gevechtsrobots, zoals de zwaarbewapende grondaanvalsrobot T-1 en de vliegende HK robot. Skynet kan echter nog niet zelfstandig werken, maar staat nog onder controle van het Amerikaans leger. In de film wordt er een vrouwelijke terminator van het model T-X (Kristanna Loken) vanuit de toekomst teruggestuurd om John Connor en nog enkele toekomstige hoge generaals van het verzet uit te schakelen. Door het verzet wordt een T-850 model terminator (Arnold Schwarzenegger) teruggestuurd om de T-X in haar missie te laten falen.
In deze film leeft John Connor (Nick Stahl) helemaal alleen en zijn moeder Sarah blijkt lang geleden gestorven. Het jaar 1997 is voorbijgegaan zonder dat de voorspelde oorlog tussen mensen en machines heeft plaatsgevonden. Maar John verkeert nog steeds in onzekerheid en heeft last van nachtmerries. Uit vrees dat de kwaadaardige kunstmatige intelligentie Skynet nog steeds op hem jaagt, heeft hij voor de zekerheid al zijn sporen gewist van zijn bestaan en leeft hij als een zwerver. Tijdens zijn zwerftochten raakt hij gewond door een ongeluk. Hij heeft hierdoor medische behandeling nodig en daarom breekt hij ’s avonds in een dierenkliniek. Tot zijn ergernis raakt hij per ongeluk gevangen in een dierenkooi. John wordt ontdekt wordt door de eigenaar van de dierenkliniek Kate Brewster (Claire Danes). Dan verschijnt opeens de T-X en valt Kate aan. Ook de T-850 verschijnt en helpt Kate. Tegen haar wil wordt Kate door de T-850 in haar eigen dierenambulance opgesloten. Ook John wordt door de T-850 meegenomen in de dierenambulance. Na een lange achtervolging door de T-X slagen ze erin om aan haar te ontsnappen.
John Connor vraagt aan de T-850 hoe het komt dat hij bestaat, want Judgment Day was toch voorkomen. De T-850 legt uit dat de acties van John en zijn moeder het lot slechts vertraagd hebben. Judgment Day blijkt onvermijdelijk en de toekomst wordt nog altijd overheerst door Skynet en de machines. John vraag aan de T-850 waarom hij Kate ook heeft meegenomen. De T-850 antwoordt dat Kate Brewster zijn toekomstige vrouw is en dat zij en hun kinderen belangrijk worden in het verzet. Na een lange tocht komen ze aan bij een verlaten kampeerterrein. Daar vertelt de T-850 aan John en Kate dat er meerdere mensen op de moordlijst van de T-X staan, waaronder Kates vader, generaal Robert Brewster (David Andrews), die als militair officier toezicht houdt op het project van de ontwikkeling van Skynet. De T-850 vertelt ook dat de eerste atoombommen al diezelfde dag om 18:18 uur zullen vallen en dat ze moeten vluchten en ergens moeten schuilen. Kate en John weigeren dit en willen naar Skynet gaan om het plat te leggen en Kates vader te redden.
Ondertussen heeft Skynet in het geheim al een globaal computervirus gelanceerd op het wereldwijd computernetwerk. Op de militaire basis wordt Kates vader onder druk gezet om het aanhoudende virus te bestrijden, niet wetende dat Skynet dat heeft gelanceerd. Als gevolg hiervan activeert de generaal Skynet. Alles lijkt goed te lopen totdat Skynet controle neemt en zelfstandig begint te werken. Met hulp van de T-X, die inmiddels ook gearriveerd is op de militaire basis, begint Skynet de door CRS ontwikkelde gevechtsrobots te controleren en laat Skynet hun aanvallen uitvoeren op het personeel van de militaire basis. Net op het moment dat John, Kate en de T-850 op de militaire basis arriveren zijn ze getuige van hoe Kate's vader dodelijk geraakt wordt. Voor hij sterft vertelt hij hen dat ze Skynet kunnen afsluiten in Crystal Peak, een militaire bunker. De T-850 weet John en Kate naar de bunker te brengen zodat ze Skynet kunnen afsluiten. Maar eenmaal binnen verschijnt de T-X die hen gevolgd heeft. Om John en Kate te redden blaast de T-850 zichzelf op en daarmee ook de T-X op.
John en Kate bereiken Crystal Peak, maar daar blijkt helemaal geen afsluitingsplaats voor Skynet te zijn. Crystal Peak blijkt een dertig jaar oude atoomschuilkelder te zijn voor VIPs en de president, die echter nooit gewaarschuwd zijn. John en Kate blijven achter in de bunker, terwijl ondertussen de onvermijdelijke Judgment Day (Dag des Oordeels) plaatsvindt. In de laatste paar seconden ontvangen John en Kate boodschappen van officieren van andere militaire basissen via een radio-ontvanger. Via de radio vertelt John zijn naam aan de officieren, waarna ze vragen: "John Connor, wie geeft er de leiding?" waarna hij antwoordt: "Ik geef de leiding." De film eindigt met de atoombommen die over de hele wereld ontploffen en drie miljard mensen in enkele seconden doden.

## Rolverdeling hoofdrollen
| Acteur                | Personage       | Opmerkingen |
| --------------------- | --------------- | --- |
| Arnold Schwarzenegger | The Terminator  | De Terminator wordt opnieuw terug in de tijd gestuurd om John Connor en Kate Brewster te redden.                                                                |
| Nick Stahl            | John Connor     | John Connor is inmiddels volwassen. Hij dacht dat de Judgment Day al was afgewend, maar het blijkt dat deze dag toch zal plaatsvinden.                          |
| Claire Danes          | Kate Brewster   | Kate Brewster blijkt de vrouw van John Connor te worden in de toekomst. Ook zij moet beschermd worden door de Terminator.                                       |
| Kristanna Loken       | T-X             | Skynet stuurt als antwoord op de Terminator, die wordt gestuurd door het verzet, zijn meest geavanceerde robot terug naar het verleden om John Connor te doden. |
| David Andrews         | Robert Brewster | De vader van Kate Brewster onderhoudt het computernetwerk dat de Judgment Day zal laten plaatsvinden.                                                           |
| Mark Famiglietti      | Chris Lawford   | |

## Achtergrond

### Productie
Na Terminator 2 in 1991 was er al snel het plan om een derde deel te maken. Er werd verwacht dat enkele jaren na deel twee het derde deel uit zou komen. Het derde deel liet twaalf jaar op zich wachten. James Cameron maakte voor het produceren van de film bekend dat hij de film niet wilde regisseren. Hij vond dat hij zijn Terminator-verhaal al in de eerste twee films had verteld, en een derde deel zou niet nodig zijn. Al snel werd de relatief onbekende regisseur Jonathan Mostow aangetrokken. Fans hadden weinig hoop op een goed derde deel.
Er waren veel geruchten dat Arnold Schwarzenegger niet terug zou keren in de Terminator-reeks. Schwarzenegger ging in overleg met Cameron nadat hij de rol kreeg aangeboden. Cameron raadde Schwarzenegger aan mee te spelen in de film, maar niet voor een bedrag lager dan dertig miljoen dollar. Uiteindelijk ging hij akkoord met bijna dertig miljoen dollar en nog een gedeelte van de winst.
Naast Schwarzenegger wisten de producenten nog een aantal andere acteurs aan te trekken, waaronder Claire Danes (bekend van Romeo + Juliet) en het supermodel Kristanna Loken. Edward Furlong als de jonge John Connor werd vervangen door Nick Stahl. Earl Boen is samen met Arnold Schwarzenegger de enige acteur die ook in alle drie de Terminator-films speelde. Linda Hamilton (als Sarah Connor) zou eerst ook meedoen met het derde deel, maar dit ging niet door. John Connor zegt in Terminator 3 dat dit komt omdat Connor in 1997 stierf aan leukemie. Sophia Bush zou aanvankelijk de rol van Kate Brewster op zich nemen. Op het laatste moment werd duidelijk dat zij te jong was om Brewster te spelen. Zij werd vervolgens vervangen door Claire Danes. Andere acteurs die in aanmerking kwamen voor de rol als T-X waren Vin Diesel, Shaquille O'Neal, Famke Janssen en Joanie Laurer.
De scène waarbij een kraanwagen in een gebouw rijdt en Schwarzenegger ondertussen aan de kraan hangt, is betaald door Schwarzenegger zelf. Hij ging ermee akkoord dat hij een gedeelte van zijn salaris zou inleveren zodat die stunt in de film zou komen. Ook is de film op verzoek van Schwarzenegger gedeeltelijk opgenomen in Vancouver in plaats van Los Angeles. Ook hiervoor werd een gedeelte van zijn salaris ingehouden.
De explosies die aan het einde van de film te zien zijn, zouden eigenlijk heel anders weergegeven worden. Het oorspronkelijke plan was dat er ook gebouwen zouden branden en instorten. Echter, men vond dat dit niet gepast was in verband met de terroristische aanslagen op het WTC in New York.

### Ontvangst
Terminator 3 werd uiteindelijk een groot succes. Fans van de vorige films waren vrij tevreden met deze derde film. Met een budget van bijna 190 miljoen dollar is het nog steeds een van de duurste films ooit gemaakt, net als deel twee. Terminator 3 bracht echter enorm veel geld op, ruim 430 miljoen dollar. Het was daarmee de op zes na succesvolste film van 2003.

### Videospellen
De film werd aangeprezen met verschillende videospellen. Een actiespel genaamd Terminator 3: Rise of the Machines werd uitgebracht door Atari voor de Xbox, PlayStation 2 en Game Boy Advance. Dit spel werd niet goed ontvangen door critici. Een first person shooter getiteld Terminator 3: War of the Machines werd uitgebracht voor de pc. Een derde spel getiteld Terminator 3: The Redemption kwam uit voor de Xbox, PlayStation 2 en GameCube.

### Filmmuziek
1. "A Day In the Life"
2. "Hooked on Multiphonics"
3. "Blonde Behind the Wheel"
4. "JC Theme"
5. "Starting T1"
6. "Hearse Rent a Car"
7. "TX's Hot Tail"
8. "Graveyard Shootout"
9. "More Deep Thoughts"
10. "Dual Terminator"
11. "Kicked in the Can"
12. "Magnetic Personality"
13. "Termina-Tricks"
14. "Flying Lessons"
15. "What Do You Want on Your Tombstone?"
16. "Terminator Tangle"
17. "Radio"
18. "T3"
19. "The Terminator" (from the motion picture The Terminator, Composed by Brad Fiedel)
20. "Open to Me" Performed by Dilon Dixon
21. "I Told You" Performed by Mia Julia

## Prijzen en nominaties
| jaar | prijs                                                | categorie                                                  | genomineerde(n)                                                | uitslag     |
| ---- | ---------------------------------------------------- | ---------------------------------------------------------- | -------------------------------------------------------------- | ----------- |
| 2003 | Cinescape Genre Face of the Future Award             | female                                                     | Kristanna Loken                                                | genomineerd |
| 2004 | ASCAP Award                                          | Top Box Office Films                                       | Marco Beltrami                                                 | gewonnen    |
| 2004 | Saturn Award                                         | Beste make-up                                              | Jeff Dawn, John Rosengrant                                     | genomineerd |
| 2004 | Saturn Award                                         | Beste sciencefictionfilm                                   | -                                                              | genomineerd |
| 2004 | Saturn Award                                         | Beste special effects                                      | Pablo Helman, Danny Gordon Taylor, Allen Hall, John Rosengrant | genomineerd |
| 2004 | Saturn Award                                         | Beste vrouwelijke bijrol                                   | Kristanna Loken                                                | genomineerd |
| 2004 | Hollywood Makeup Artist and Hair Stylist Guild Award | Best Contemporary Hair Styling – Feature                   | Peter Tothpal, Cydney Cornell                                  | genomineerd |
| 2004 | MTV Movie Award                                      | beste actiescène                                           | champion crane chase                                           | genomineerd |
| 2004 | Mexicaanse MTV Movie Award                           | Sexiest She-Villain (Villana más Sexy)                     | Kristanna Loken                                                | genomineerd |
| 2004 | Golden Reel Award                                    | Beste geluidsmontage                                       | Stephen Hunter Flick, Matthew C. Beville, Steven Ticknor       | genomineerd |
| 2004 | PFCS Award                                           | Beste visuele effecten                                     | Pablo Helman, Danny Gordon Taylor, Allen Hall, John Rosengrant | genomineerd |
| 2004 | Golden Satellite Award                               | -                                                          | Pablo Helman, Danny Gordon Taylor, Allen Hall, John Rosengrant | genomineerd |
| 2004 | Teen Choice Award                                    | Choice Movie Actor - Drama/Action Adventure                | Arnold Schwarzenegger                                          | genomineerd |
| 2004 | VES Award                                            | Outstanding Visual Effects Photography in a Motion Picture | Pat Sweeney, Mike Bienstock, Grady Cofer                       | genomineerd |
| 2004 | Taurus World Stunt Award                             | Beste stunt door een stuntman                              | Dickey Beer, Wade Eastwood, Terry Jackson, Billy D. Lucas      | genomineerd |
| 2004 | Taurus World Stunt Award                             | Beste stunt door een stuntvrouw                            | Alisa Hensley                                                  | genomineerd |
| 2004 | Taurus World Stunt Award                             | Beste stuntcoördinator                                     | Simon Crane                                                    | genomineerd |
| 2004 | Taurus World Stunt Award                             | Beste werk met een voertuig                                | Dickey Beer, Wade Eastwood Terry Jackson, Billy D. Lucas       | genomineerd |